# Vibekegletsjer
De Vibekegletsjer is een gletsjer in Nationaal park Noordoost-Groenland in het oosten van Groenland.

## Geografie
De gletsjer is ongeveer noord-zuid georiënteerd en heeft een lengte van meer dan 25 kilometer. Ze mondt in het zuidoosten uit in een gletsjermeer dat via een gletsjerrivier en het Promenadedal afwatert. De gletsjer heeft haar bron in de Wordiegletsjer.
Ten oosten van de gletsjer ligt het Stenoland en ten westen het Ole Rømerland. Ongeveer 12 kilometer naar het oosten ligt de Irisgletsjer. Vanuit de Korsgletsjer komt er een gletsjerrivier uit op de Vibekegletsjer.